# Ouder-Amstel

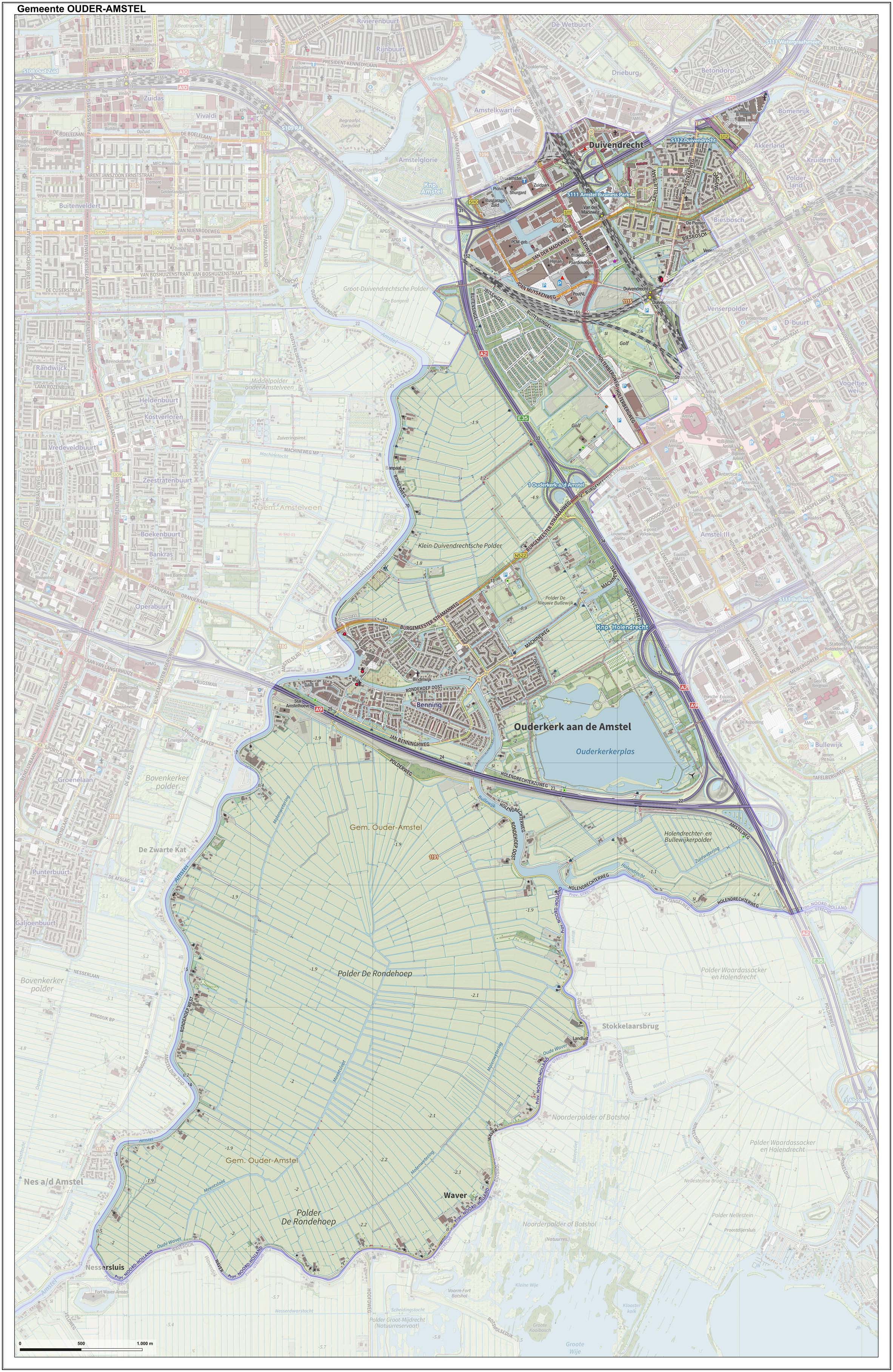
Topografische gemeentekaart van Ouder-Amstel, september 2022

Ouder-Amstel (uitspraakⓘ) is een gemeente in de Nederlandse provincie Noord-Holland. De gemeente telt 14.447 inwoners (22 november 2024, bron: CBS) en heeft een oppervlakte van 26,15 km². De gemeente Ouder-Amstel maakte van 2006 tot en met 2016 deel uit van de plusregio Stadsregio Amsterdam en sinds 2017 van de daaropvolgende Vervoerregio Amsterdam en de meer informele Metropoolregio Amsterdam. 
De gemeente Ouder-Amstel ligt ingeklemd tussen Amstelveen en Amsterdam-Zuidoost. Verder grenst de gemeente in het oosten aan Diemen, in het noorden aan Amsterdam (Watergraafsmeer en Overamstel), in het zuidoosten aan Abcoude, en in het zuiden aan Stokkelaarsbrug, Vinkeveen en Waverveen, alle vier behorend tot de gemeente De Ronde Venen. Historisch is Ouder-Amstel het deel van Amstelland aan de rechteroever van de Amstel en Amstelveen aan de linkeroever (Nieuwer-Amstel). Uitzondering was een klein gedeelte van Nieuwer-Amstel dat op de rechteroever lag. Tot 1896 behoorde een smalle strook grond ten zuiden van de huidige Amsterdamse Grensstraat en ten noorden van de toenmalige gemeente Watergraafsmeer tot de gemeente Nieuwer-Amstel. In 1921 werd een deel van de Groot Duivendrechtsepolder, het Hoge land en de Omval, door Amsterdam geannexeerd.

## Geografie
| Woonplaats (BAG)            | Inwoners 2023 |
| --------------------------- | ------------- |
| Ouderkerk aan de Amstel (*) | 8.895         |
| Duivendrecht                | 5.265         |
| Amsterdam-Duivendrecht      | 125           |

* Alleen het gedeelte op de rechter Amsteloever waar ook het gemeentehuis staat, de linker Amsteloever van Ouderkerk aan de Amstel valt onder de gemeente Amstelveen.
De buurtschap Waver en de Ronde Hoep vallen onder de woonplaats Ouderkerk aan de Amstel.

## Nieuwbouwplannen
'De Nieuwe Kern' is een geplande stadswijk, gelegen tussen Amsterdam-Duivendrecht en Amsterdam-Zuidoost. De Holterbergweg doorsnijdt het gebied van noord naar zuid, dat wordt begrensd door het Amstel Business Park (vroeger Amstel III), station Duivendrecht en de Johan Cruijff ArenA.
Het plan was aanvankelijk om een woonwijk met ongeveer 4.500 woningen te bouwen. In 2022 werd gestart met het bouwrijp maken van een deel van het terrein. In de zomer van 2025 start de woningbouw, de eerste woningen worden opgeleverd in 2027. Inmiddels krijgt de woonwijk het grotere aantal van ongeveer 6.200 woningen. De verdeling wordt 30 procent sociale huur, 40 procent middenhuur en 30 procent vrije sector.
Het aantal inwoners van de gemeente Ouder-Amstel zal met de bouw van de nieuwe wijk naar verwachting bijna verdubbelen van bijna 14.000 in 2019 naar circa 25.000 ruim een decennium later.

## Aangrenzende gemeenten
| Aangrenzende gemeenten | Aangrenzende gemeenten | Aangrenzende gemeenten | Aangrenzende gemeenten | Aangrenzende gemeenten |
| ---------------------- | ---------------------- | ---------------------- | ---------------------- | ---------------------- |
|                        |                        | Amsterdam              |                        | Diemen                 |
|                        |                        |                        |                        |                        |
| Amstelveen             | Amsterdam              |                        |                        |                        |
|                        |                        |                        |                        |                        |
|                        |                        | De Ronde Venen (Utr.)  |                        |                        |

## Gemeentehuis
Het huidige gemeentehuis staat aan de Vondelstraat 1, hoek Raadhuisstraat in het centrum van het tot de gemeente behorende oostelijke gedeelte van Ouderkerk aan de Amstel. Het werd ontworpen door de architect Hans Ruijssenaars en werd in 1981 door burgemeester W.J.H. Hoobroeckx geopend. In 2005 werd het gemeentehuis verbouwd en uitgebreid met ontwerp van dezelfde architect.
Het is niet het eerste gemeentehuis. Op de hoek van Kerkstraat en Dorpsstraat stond het eerste rechthuis, nu "De Vrije handel". In 1657 kwam een nieuw raadhuis dat in 1872 wegens bouwvalligheid werd afgebroken. In 1873 kwam er het derde raadhuis in waterstaatstijl ontworpen door de architect Hendrikus Philippus Eskes en gebouwd door de gebroeders Meijer uit Amsterdam. Dit raadhuis is in de loop der jaren enkele keren verbouwd en uitgebreid onder meer in 1956 maar moest in 1980 uiteindelijk worden afgebroken wegens bouwvalligheid. Op dezelfde plaats verrees het huidige raadhuis.

## Zetelverdeling gemeenteraad
Vanaf 1994 is de gemeenteraad van Ouder-Amstel als volgt samengesteld:
| Gemeenteraadszetels | Gemeenteraadszetels | Gemeenteraadszetels | Gemeenteraadszetels | Gemeenteraadszetels | Gemeenteraadszetels | Gemeenteraadszetels | Gemeenteraadszetels | Gemeenteraadszetels |
| Partij              | 1994                | 1998                | 2002                | 2006                | 2010                | 2014                | 2018                | 2022                |
| ------------------- | ------------------- | ------------------- | ------------------- | ------------------- | ------------------- | ------------------- | ------------------- | ------------------- |
| VVD                 | 4                   | 5                   | 4                   | 4                   | 3                   | 2                   | 3                   | 3                   |
| Ouder-Amstel Anders | -                   | -                   | -                   | -                   | 1                   | 2                   | 3                   | 3                   |
| Natuurlijk Belang   | -                   | -                   | -                   | -                   | 1                   | 1                   | 2                   | 3                   |
| D66                 | 4                   | 2                   | 3                   | 2                   | 3                   | 3                   | 2                   | 2                   |
| GroenLinks          | -                   | -                   | -                   | -                   | 2                   | 2                   | 2                   | 2                   |
| PvdA                | 3                   | 4                   | 4                   | 5                   | 2                   | 2                   | 1                   | 2                   |
| CDA                 | 4                   | 4                   | 4                   | 4                   | 3                   | 3                   | 2                   | -                   |
| Totaal              | 15                  | 15                  | 15                  | 15                  | 15                  | 15                  | 15                  | 15                  |
| Opkomst             | 64,9 %              | 59,6 %              | 57,9 %              | 60,4 %              | 59,5 %              | 61,5%               | 62,8%               | 58,8%               |

## Verkeer en vervoer
In Ouder-Amstel liggen station Duivendrecht en de metrostations Overamstel (gedeeltelijk) en Van der Madeweg van de Amsterdamse metro. Voorts rijden in Duivendrecht de GVB buslijnen 41 en nachtbus N85 en in Ouderkerk aan de Amstel de Connexxion buslijnen 171, 300, 356 en N30.
Ook bevindt zich sinds 3 december 2014 bij station Duivendrecht het internationale busstation van Eurolines.

## Monumenten
In de gemeente zijn er een aantal rijksmonumenten en oorlogsmonumenten, zie:
- Lijst van rijksmonumenten in Ouder-Amstel
- Lijst van oorlogsmonumenten in Ouder-Amstel

In maart 2018 heeft het college van B&W een lijst vastgesteld van 27 gebouwen en andere objecten, die in aanmerking komen voor een te vormen gemeentelijke monumentenlijst. Hierdoor geldt vanaf 14 maart 2018 "voorbescherming" voor deze objecten.

## Kunst in de openbare ruimte
In de gemeente Ouder-Amstel zijn diverse beelden, sculpturen en objecten geplaatst in de openbare ruimte, zie:
- Lijst van beelden in Ouder-Amstel